# LIFE〜the first movement〜
『LIFE〜the first movement〜』（ライフ ザ ファースト ムーブメント）はJanne Da Arcのギタリスト、youがバンド結成10周年記念のソロ活動としてソロアルバム3部作の第一弾としてリリースのインストゥルメンタルアルバム。2007年6月20日発売。

## 収録曲

### CD
1. new place
2008年テレビ東京で放送された富士フイルムシニアチャンピオンシップゴルフの挿入歌として起用。
2. a problem of the life
Janne Da Arcオフィシャルモバイルサイトにて1万ダウンロード限定で着うたとして無料配信された。
3. powder happiness
イントロの打ち込み主体から徐々にギタープレイ主体になってゆく。
4. various cards
打ち込みが多用されている。
5. sweet lemon
6. awakening
『various cards』同様、打ち込みが多用されている。
7. a true voice
8. home
ミディアムテンポのナンバー。アルバム収録曲の中で演奏時間が一番短い。
9. retrospect
ピアノやストリングスが導入されたアルバムの最後を締め括るバラード。

### DVD
1. a problem of the life【music clip】
2. OFF SHOT【LIFE〜the first movement〜】